# Nhà thờ chính tòa Kon Tum
Nhà thờ chánh tòa Kon Tum (hay Nhà thờ gỗ Kon Tum) là một nhà thờ Công giáo nằm tại số 13 đường Nguyễn Huệ, phường Kon Tum, tỉnh Quảng Ngãi, Việt Nam, được hoàn thành năm 1918. Đây là nhà thờ chánh tòa của Giáo phận Kon Tum. Nhà thờ chánh tòa Kon Tum cách Hà Nội 1.234 km và cách Thành phố Hồ Chí Minh 651 km.
Nhà thờ gỗ Kon Tum được làm bằng gỗ cà chít (sến đỏ) (trần và tường được xây bằng đất trộn rơm) thiết kế theo kiến trúc Roman, phối hợp với kiến trúc nhà sàn của người Ba Na từ những đường nét họa tiết đến những điểm nhấn trên chất liệu nên đậm sắc thái văn hóa, tín ngưỡng của người Tây Nguyên. Nhà thờ là một công trình khép kín gồm: giáo đường, nhà tiếp khách, nhà trưng bày các sản phẩm dân tộc và tôn giáo, nhà rông. Ngoài ra còn có cô nhi viện, cơ sở may, dệt thổ cẩm, cơ sở mộc.
Nhà thờ được xây dựng bởi những người thợ mộc lành nghề đến từ Bình Định và Quảng Ngãi. Vật liệu chiếm số lượng nhiều nhất là gỗ cà chít. Trần và tường được xây bằng đất trộn rơm theo kiểu nhà truyền thống của người miền Trung Việt Nam. Trên tường rơm là những bức tranh kính màu rực rỡ về Chúa, Đức Mẹ.
Khu hoa viên của nhà thờ có bức tượng Đức Mẹ hai tay nâng bế Chúa Hài Đồng được làm từ một thân gỗ nguyên sơ, tạc theo phong cách mộc mạc của các dân tộc Tây Nguyên. Ngoài ra, thánh giá và các tượng trang trí bên ngoài lẫn bên trong nhà thờ như các con chiên, tượng thánh được làm bằng gốc rễ cây rừng càng làm không gian mang đậm màu sắc Tây Nguyên.

## Hình ảnh

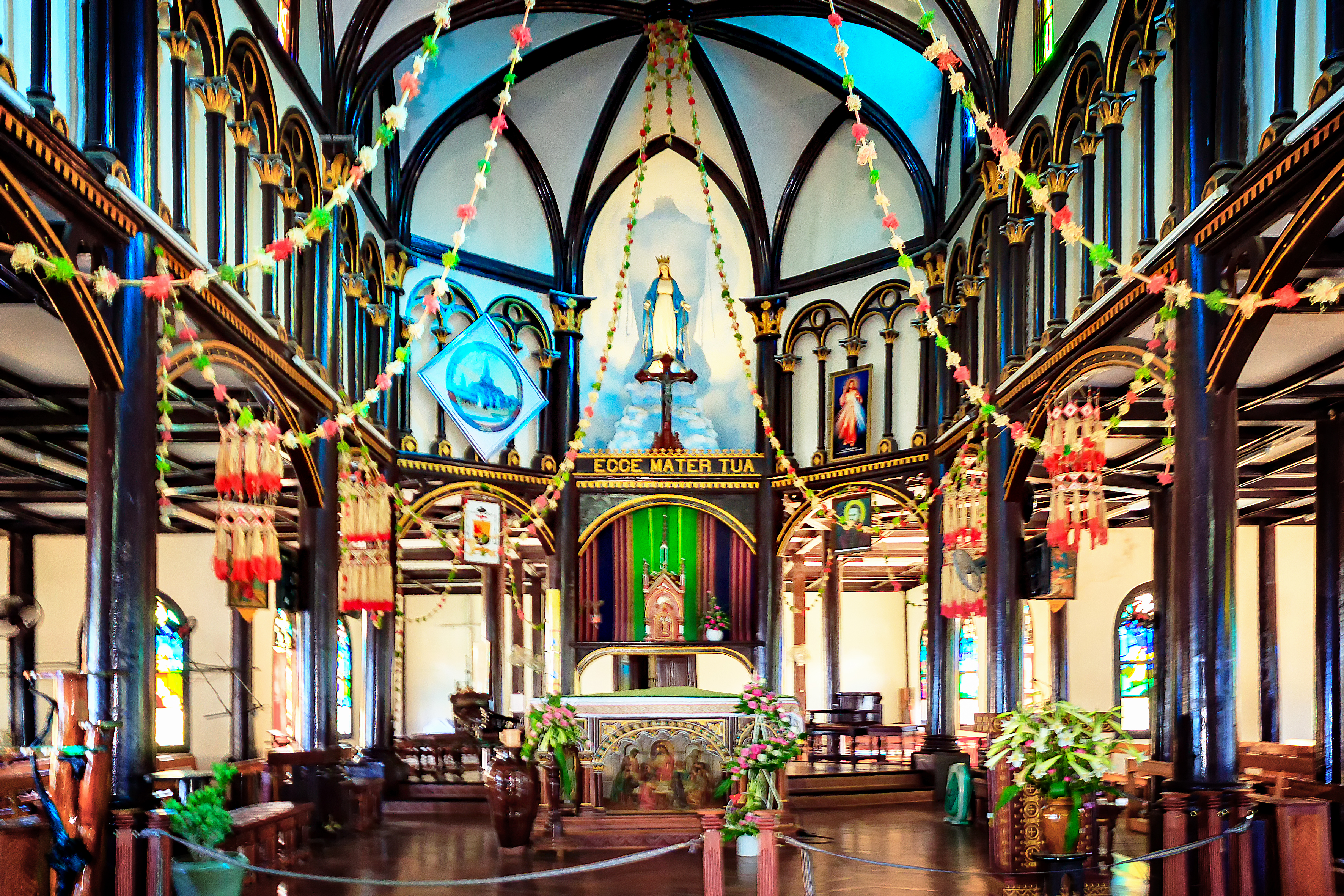
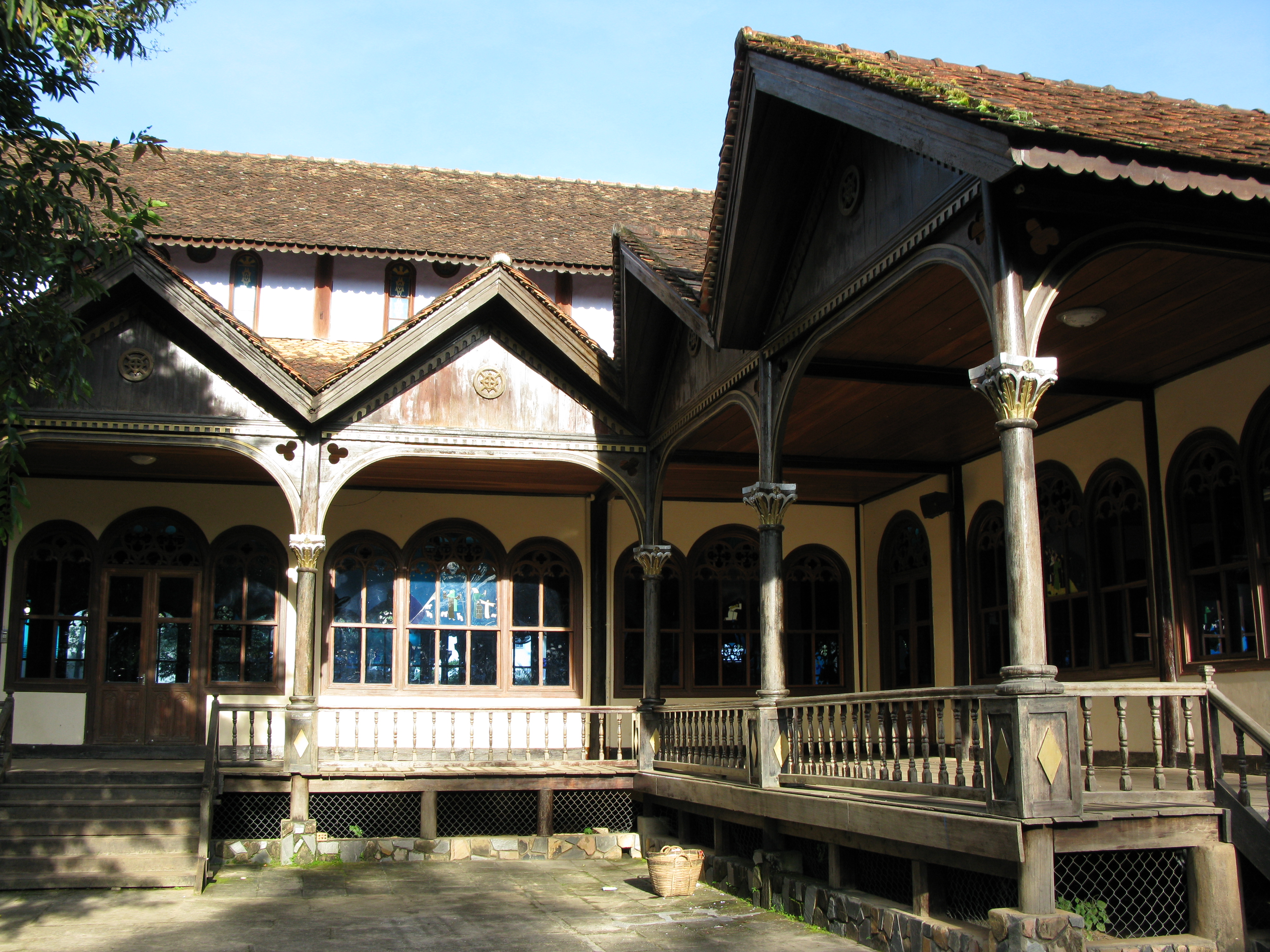
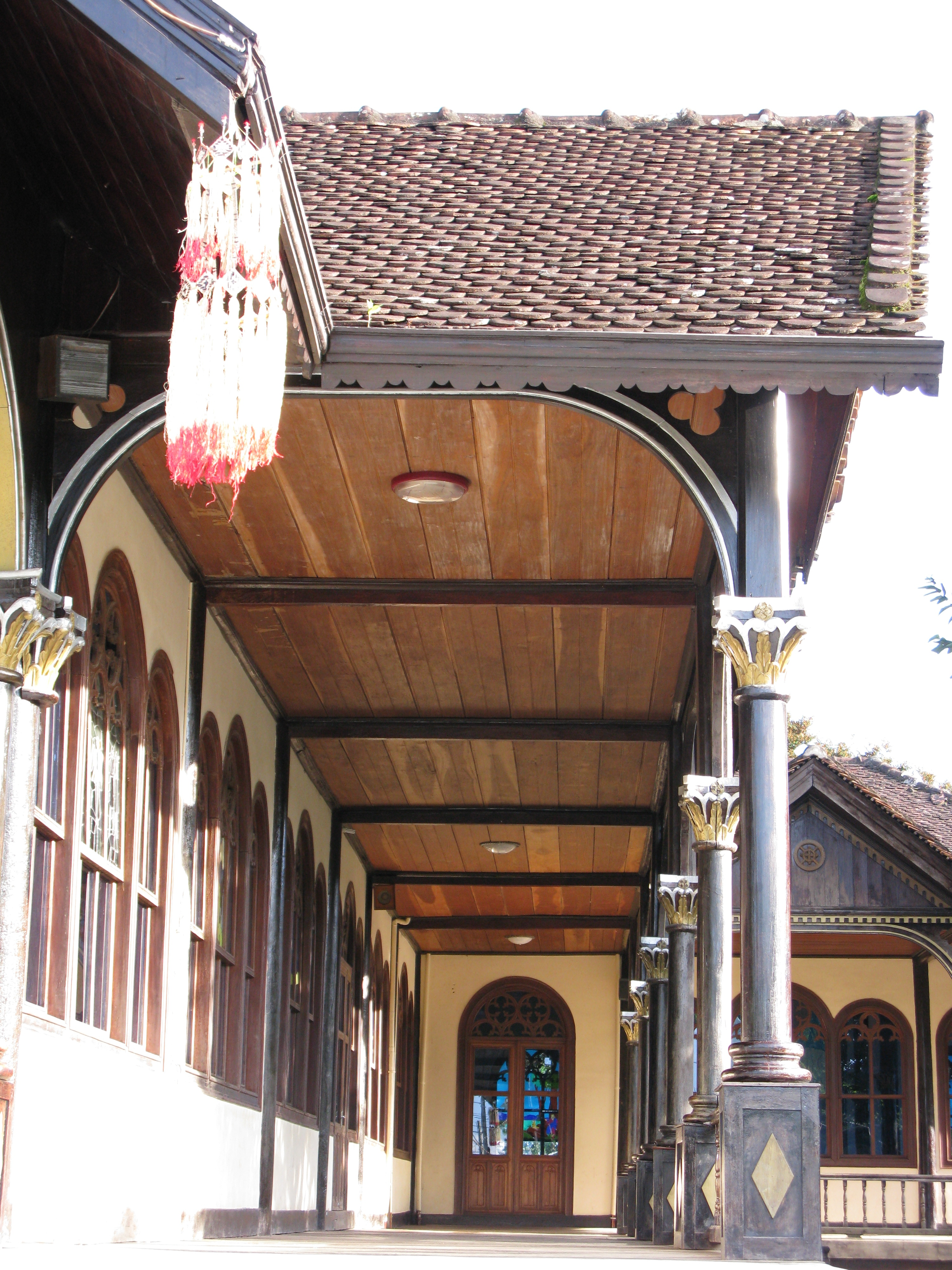
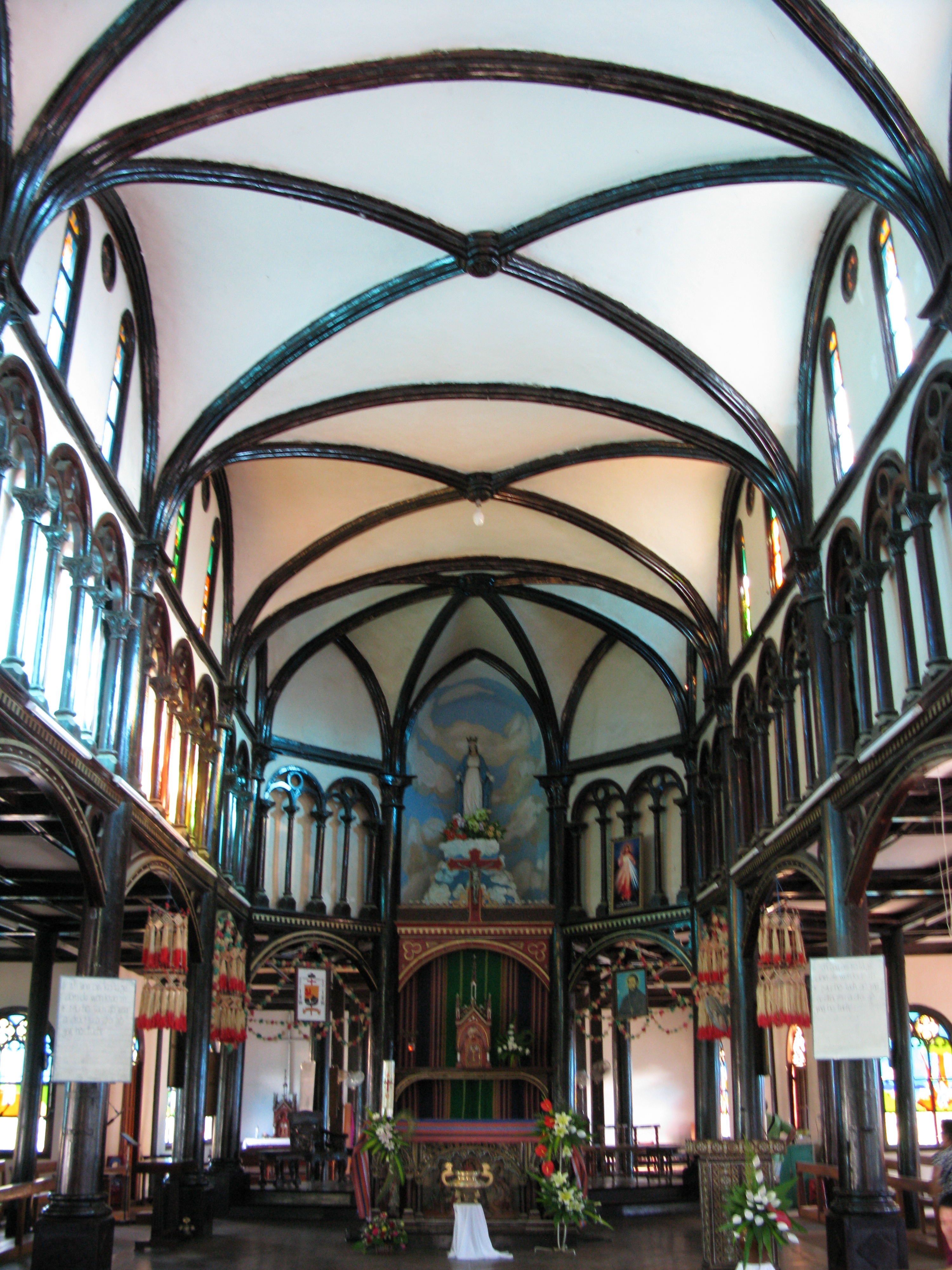

## Lịch sử
Theo tư liệu lịch sử, vào những năm giữa thế kỉ 19, có một con đường dài 120 km tên gọi là con đường "Muối, gốm sứ và cồng chiêng" từ Quảng Ngãi lên Kon Tum. Con đường này hẻo lánh, hoang vu, gập ghềnh từ ngã ba Thạch Trụ, Quảng Ngãi qua Ba Tơ, đèo Violắc là con đường buôn muối, gốm sứ và cồng chiêng hoặc các vật dụng giao thương giữa người Kinh và người dân tộc trong khu vực. Khi đó những nhà truyền giáo người Pháp cũng đã theo con đường này để bắt đầu công cuộc truyền giáo và có ý định xây dựng các nhà thờ nhỏ bằng gỗ, tre để truyền đạo. Nhà thờ đầu tiên như vậy được xây dựng vào năm 1870. Cho đến khi số lượng giáo dân đông dần, linh mục Giuse Decrouille được giao cai quản xứ đạo Kon Tum. Vào năm 1913, ông quyết định xây dựng ngôi nhà thờ lớn với vật liệu chủ yếu là gỗ cà chít. Công việc xây dựng nhà thờ gỗ Kon Tum bắt đầu từ năm 1913 và kéo dài đến năm 1918 mới hoàn tất. Dù đã trải qua bao biến thiên lịch sử, cho đến nay nhà thờ vẫn không hề bị hư hỏng mà vẫn vững chắc.